# العلاقات الجيبوتية السريلانكية
العلاقات الجيبوتية السريلانكية هي العلاقات الثنائية التي تجمع بين جيبوتي وسريلانكا.

## مقارنة بين البلدين
هذه مقارنة عامة ومرجعية للدولتين:
| وجه المقارنة                                              | جيبوتي                    | سريلانكا                         |
| --------------------------------------------------------- | ------------------------- | -------------------------------- |
| المساحة (كم2)                                             | 23.20 ألف                 | 65.61 ألف                        |
| عدد السكان (نسمة)                                         | 956.99 ألف                | 21.44 مليون                      |
| الكثافة السكانية (ن./كم²)                                 | 41.25                     | 326.78                           |
| العاصمة                                                   | جيبوتي                    | سري جاياواردنابورا كوتي، كولمبو  |
| اللغة الرسمية                                             | لغة فرنسية، اللغة العربية | اللغة السنهالية، اللغة التاميلية |
| العملة                                                    | فرنك جيبوتي               | روبية سريلانكي                   |
| الناتج المحلي الإجمالي (بليون دولار)                      | 1.84 مليار                | 87.17 مليار                      |
| الناتج المحلي الإجمالي (تعادل القوة الشرائية) بليون دولار | 3.10 مليار                | 246.62 مليار                     |
| الناتج المحلي الإجمالي الاسمي للفرد دولار أمريكي          | 1.95 ألف                  | 3.93 ألف                         |
| الناتج المحلي الإجمالي للفرد دولار أمريكي                 | 3.27 ألف                  | 11.11 ألف                        |
| مؤشر التنمية البشرية                                      | 0.470                     | 0.757                            |
| رمز المكالمات الدولي                                      | +253                      | +94                              |
| رمز الإنترنت                                              | .dj                       | .lk،                             |
| المنطقة الزمنية                                           | ت ع م+03:00               | ت ع م+05:30                      |

## منظمات دولية مشتركة
يشترك البلدان في عضوية مجموعة من المنظمات الدولية، منها:
| علم المنظمة | اسم المنظمة                        | تاريخ انضمام جيبوتي | تاريخ انضمام سريلانكا |
| ----------- | ---------------------------------- | ------------------- | --------------------- |
|             | مؤسسة التنمية الدولية              | 1 أكتوبر 1980       | 27 يونيو 1961         |
|             | يونسكو                             | 31 أغسطس 1989       | 14 نوفمبر 1949        |
|             | وكالة ضمان الاستثمار متعدد الأطراف | 12 يناير 2007       | 27 مايو 1988          |
|             | الأمم المتحدة                      | 20 سبتمبر 1977      | 14 ديسمبر 1955        |
|             | الاتحاد البريدي العالمي            | ?                   | ?                     |
|             | البنك الدولي للإنشاء والتعمير      | 1 أكتوبر 1980       | 29 أغسطس 1950         |
|             | الاتحاد الدولي للاتصالات           | 22 نوفمبر 1977      | 1897                  |
|             | منظمة حظر الأسلحة الكيميائية       | ?                   | ?                     |
|             | مؤسسة التمويل الدولية              | 1 أكتوبر 1980       | 20 يوليو 1956         |
|             | منظمة التجارة العالمية             | ?                   | ?                     |
|             | منظمة الشرطة الجنائية الدولية      | ?                   | ?                     |

## وصلات خارجية
- موقع وزارة الخارجية السريلانكية